# Мельник Володимир Михайлович
Володи́мир Миха́йлович Ме́льник (2 квітня 1977 — 14 лютого 2015) — старший сержант Збройних сил України.

## Життєвий шлях
1995 року закінчив луцьке ВПУ № 2, здобув фах столяра. Строкову службу пройшов у десантних військах, проживав у Дніпропетровську.
Мобілізований 4 серпня 2014 року, старший сержант, командир танку Т-64 17-ї танкової бригади. У складі екіпажу танка з вересня 2014-го перебував на захисті міста Дебальцеве, спочатку підсилювали 1-й БТО «Волинь», потім 128-му ОГПБр.
Загинув 14 лютого 2015-го у бою під Дебальцевим — під час штурмових дій взводного опорного пункту, внаслідок поранення в голову.
Без Володимира лишились батько, мама Тетяна Матвіївна, дружина Софія та син Ярослав 2007 р.н.
Похований 21 лютого 2015-го в селі Чорниж, у останню земну дорогу Володимира проводжали на колінах.

## Нагороди та вшанування
- Указом Президента України № 270/2015 від 15 травня 2015 року — орденом «За мужність» III ступеня (посмертно)[1]
- 25 вересня 2017 року на честь Героя було названо школу у селі Чорниж.